# ラザフォード郡 (テネシー州)
ラザフォード郡（英: Rutherford County）は、アメリカ合衆国テネシー州の中央部に位置する郡である。人口は34万1486人（2020年）。郡庁所在地はマーフリーズボロであり、同郡で人口最大の都市である。ラザフォード郡はナッシュビル都市圏に属している。

## 歴史
ラザフォード郡は1803年に、デビッドソン郡、ウィリアムソン郡、ウィルソン郡のそれぞれ一部を合わせて設立された。郡名はグリフィス・ラザフォード（1721年-1805年）に因んで名付けられた。ラザフォードはノースカロライナ植民地の政治家であり、アメリカ独立戦争では将軍を務め、独立後は中部テネシーに入植し、テネシーが州に昇格する前の南西部領土では議会の議長を務めた。
ラザフォード郡はナッシュビル都市圏の外郭部にあり、1970年以降にナッシュビルが大都会に成長するとラザフォード郡の人口も急増してきた。10年ごとの国勢調査で40%以上の成長率となり、21世紀に入ってもその速度は衰えていない。

## 地理
アメリカ合衆国国勢調査局に拠れば、郡域全面積は624平方マイル (1,620 km2)であり、このうち陸地619平方マイル (1,600 km2)、水域は5平方マイル (13 km2)で水域率は0.81%である。

### 隣接する郡
- ウィルソン郡 - 北
- キャノン郡 - 東
- コーフィ郡 - 南東
- ベッドフォード郡 - 南
- マーシャル郡 - 南西
- ウィリアムソン郡 - 西
- デビッドソン郡 - 北西

|}

### 国立保護地域
- ストーンズ川国立戦場跡

## 人口動態
以下は2000年国勢調査による人口統計データである。
| 基礎データ - 人口: 182,023人 - 世帯数: 66,443 世帯 - 家族数: 47,440 家族 - 人口密度: 114人/km2（294人/mi2） - 住居数: 70,616軒 - 住居密度: 44軒/km2（114軒/mi2） 人種別人口構成 - 白人: 85.73% - アフリカン・アメリカン: 9.51% - ネイティブ・アメリカン: 0.29% - アジア人: 1.90% - 太平洋諸島系: 0.04% - その他の人種: 1.32% - 混血: 1.20% - ヒスパニック・ラテン系: 2.78% 年齢別人口構成 - 18歳未満: 26.4% - 18-24歳: 13.2% - 25-44歳: 33.5% - 45-64歳: 19.4% - 65歳以上: 7.5% - 年齢の中央値: 31歳 - 性比（女性100人あたり男性の人口） - 総人口: 99.1 - 18歳以上: 97.2 | 世帯と家族（対世帯数） - 18歳未満の子供がいる: 37.8% - 結婚・同居している夫婦: 56.3% - 未婚・離婚・死別女性が世帯主: 11.2% - 非家族世帯: 28.6% - 単身世帯: 20.8% - 65歳以上の老人1人暮らし: 5.1% - 平均構成人数 - 世帯: 2.65人 - 家族: 3.09人 収入と家計 - 収入の中央値 - 世帯: 46,312米ドル - 家族: 53,553米ドル - 性別 - 男性: 36,788米ドル - 女性: 26,555米ドル - 人口1人あたり収入: 19,938米ドル - 貧困線以下 - 対人口: 9.0% - 対家族数: 5.8% - 18歳未満: 8.5% - 65歳以上: 9.4% |

2010年の国勢調査では人口262,604人となっている。これは2000年と比べて40%以上の成長率となる。2009年時点で少数民族人口が20%になったと推計され、ヒスパニック系が5.58%、アフリカ系アメリカ人が12.09%、アジア系が2.66%となっている。

## 都市と町
- マーフリーズボロ - 郡庁所在地
- ラバーン
- スマーナ
- イーグルビル

### 未編入の町
| - アリソナ（部分） - ブラックマン - ラスカサス | - ミルトン - ロックベール - ウォルターヒル | - クリスティアナ |